# Jaffna
Jaffna (tamil: யாழ்ப்பாணம், singalesisk: යාපනය) er en by i det nordlige Sri Lanka, med et indbyggertal (pr. 2012) på cirka 88.100. Byen er hovedstad i distriktet af samme navn. Langt størstedelen af befolkningen er tamiler.

9°40′N 80°00′Ø / 9.667°N 80.000°Ø
- Wikimedia Commons har flere filer relateret til Jaffna